# Antonio Martínez Ron
Antonio Martínez Ron (Madrid, 3 de maio de 1976) é um jornalista e divulgador científico espanhol. Licenciou-se em jornalismo pela Universidade Complutense de Madrid. Tem colaborado em diferentes meios de comunicação como Corrente Ser, A2 e RNE. Também é o responsável dos projectos digitais e de divulgação Naukas e Fogonazos. Em 2014 apresentou seu primeiro livro «¿Qué ven los astronautas cuando cierran los ojos?» e em 2016 publicou «El ojo desnudo».
Foi galardoado em várias ocasiões com prêmios em reconhecimento a sua labor como científico, tais como os Prêmios Bitácoras ou os Prêmios 20Blog. Como director do documentário El mal del cerebro, ganhou o Prêmio Boehringer 2013 ao melhor trabalho em jornalismo; este documentário recebeu uma reseña da revista britânica The Lancet.

## Biografia
É licenciado em jornalismo pela Universidade Complutense de Madrid (UCM) e trabalha actualmente como redactor chefe em Next, a secção de ciência do diário digital Vozpópuli. É também colaborador activo da revistas Quo e do programa «Te doy mi palabra» na rádio Onda Zero. Entre 2009 e 2011 trabalhou como redactor chefe de ciência em lainformación.com.
Na La 2 da Televisão Espanhola apresentou a secção La demostración, um espaço destinado a explicar conceitos de física, química ou neurociencia mediante experimentos simples, no programa Órbita Laika, apresentado por Ángel Martín.
O 28 de dezembro de 2009 publicou em Fogonazos um artigo titulado  National Geographic destapa el fraude de Stonehenge. No que afirmava que o 90% das pedras de Stonehenge tinham sido colocadas em sucessivas «restaurações», é dizer, uma montagem. Acompanhou este artigo com evidências fotografícas e narrou como o arqueólogo Mike Parker Pearson tinha descoberto que várias das rochas de dolerita continham uma variedade de feldespato que não tinha nada que ver com as localizadas em Perseli, de onde se extraíram os megalitos mais antigos. O que era uma piada pelo dia dos inocentes adquiriu imediata relevância a nível internacional, tendo inclusive que se pronunciar a revista Nathional Geographic para o desmentir.
É um dos criadores de Naukas, uma plataforma em linha de divulgação científica, na que também é editor. Está activa desde o 2010 e conta com mais de 150 colaboradores, em sua maioria científicos e divulgadores. Esta rede tem realizado eventos de divulgação em cidades como A Corunha e Bilbao.
Em setembro de 2013 publicou o blog Fogonazos, onde se pode ler uma recopilación dos seus "assombros diários", artigos sobre ciência, curiosidades e impressões de actualidade do mesmo.
Em 2014 criou junto a Javier Peláez e Javier Álvarez o projecto rafiofónico Catástrofe Ultravioleta. Esta série de programas procura fomentar a ciência através de diversos âmbitos do conhecimento, falando de experimentos e seus criadores. Também publicou seu primeiro livro,  ¿Qué ven los astronautas cuando cierran los ojos?, um recopilatorio de mais de cinquenta artigos de histórias publicadas no blog Fogonazos. Trata temas como as experiências dos astronautas e histórias sobre neurociencia. Ademais está disponível de forma gratuita em verisón electrónica.
Em 2016 publica El ojo desnudo —Crítica, colecção Drakontos— , uma reconstrução da história da ciência a partir do entendimento da visão e da luz, mediante uma visão crítica, narração de histórias e a ilustração de experimentos científicos.
Em 2017 a Academia de las Ciencias y las Artes de Televisión de Espanha concedeu-lhe o Prêmio de Jornalismo Científico Concha García Campoy na categoria de Mídia Digital pelo artigo Plasticidad a la carta para salvar cerebros.

## Obra

### El mal del cerebro
Dirigiu o documentário El mal del cerebro,  onde se revisam as principais investigações sobre o tratamento de doenças do cérebro e a melhora do rendimento mental.
Na primeira parte do documentário, Cerebros reparados, assistem a uma operação de implante de eléctrodos para a recuperação da mobilidade e a eliminação do tremor compulsivo nos pacientes de Parkinson. Mostra os últimos avanços em tecnologia para substituir membros amputados por dispositivos biónicos ou mover objetos com o pensamento.
Na segunda parte, En busca de la memoria, fala sobre os novos métodos de investigação para tratar de detectar precocemente a demência e frear a deterioração cognitiva, procura-se o como reter as lembranças o máximo tempo possível.
Na terceira parte, Trastornos de la mente, apresenta alguns transtornos da mente como a ezquizofrenia, a síndrome de Gilles da Tourette, um caso de amnesia por dano cerebral e vários pacientes com afasia desencadeada por acidentes cerebrovasculares.

### Livros
- «¿Qué ven los astronautas cuando cierran los ojos?» (2014)[13]
- «El ojo desnudo» (2016)[14]
- «DOOR» (2017)[15]

### Publicações periódicas
- Editor de Ciência em Vozpópuli.com.[16]
- Criador de Fogonazos e Naukas.[17]
- Colaborador de Yahoo![18], Jot Down[19] e a revista Quo.[20]
- Exeditor de Ciência de lainformacion.com.[21]
- Exeditor de actualidade de Adn.es.

### Meios audiovisuais
- Director do documentário El mal del cérebro.[22]
- Colaborador de Órbita Laika (TVE) na secção «La demostración» durante 2 temporadas.[23]
- Colaborador no programa  «Te doy mi palabra» de Onda Zero.[24]
- Criador do podcast Catástrofe ultravioleta.[25]

## Prêmios
- Prêmio Boehringer de Jornalismo de Medicina 2013.[21]
- Premeio Prismas 2012.[26]
- Prêmio Bitácoras 2010[27] e 2011.[28]
- Prêmios 20Blogs 2007[29] e 2008.[30]
- Prêmio Blasillo ao talento em Internet 2012.[31]
- Prêmio de Jornalismo Científico Concha García Campoy 2017.[10]
- Prêmio Ondas pelo podcast Catástrofe Ultravioleta 2017.[32]